# نووه استاف
نووه استاف (به لاتین: Nowy Staw، تلفظ: [ˈnɔvɨ--ˈstaf]) یک شهرک در لهستان است که در استان پومرانی واقع شده‌است.

## خصوصیات
نووه استاف ۴٫۶۵ کیلومترمربع مساحت و ۴٬۴۴۷ نفر جمعیت دارد.